# Palu' di Tuenno
Palu' di Tuenno este o arie protejată (arie specială de conservare — SAC, sit de importanță comunitară — SCI) din Italia întinsă pe o suprafață de 5,56 ha, integral pe uscat.

## Localizare
Centrul sitului Palu' di Tuenno este situat la coordonatele 46°20′31″N 11°01′48″E / 46.341944°N 11.03°E.

## Înființare
Situl Palu' di Tuenno a fost declarat sit de importanță comunitară în iunie 1995 pentru a proteja 33 de specii de animale. Situl a fost protejat și ca arie specială de conservare în martie 2014.

## Biodiversitate
Situată în ecoregiunea alpină, aria protejată conține 4 habitate naturale: Fânețe de joasă altitudine (Alopecurus pratensis, Sanguisorba officinalis), Liziere de ierburi înalte hidrofile de câmpie și de nivel montan până la alpin, Păduri aluvionare cu Alnus glutinosa și Fraxinus excelsior (Alno-Padion, Alnion incanae, Salicion albae), Lacuri eutrofice naturale cu vegetație de tip Magnopotamion sau Hydrocharition.
La baza desemnării sitului se află mai multe specii protejate:
- păsări (31): lăcar mare (Acrocephalus arundinaceus), privighetoare-de-baltă (Acrocephalus melanopogon), lăcar-de-mlaștină (Acrocephalus palustris), lăcar-de-lac (Acrocephalus scirpaceus), rață pitică (Anas crecca), rață mare (Anas platyrhynchos), egretă mare (Ardea alba), stârc cenușiu (Ardea cinerea), stârc roșu (Ardea purpurea), rață-cu-cap-castaniu (Aythya ferina), bătăuș (Calidris pugnax),  prundaș gulerat mic (Charadrius dubius), erete de stuf (Circus aeruginosus), presură de stuf (Emberiza schoeniclus), lișiță (Fulica atra), becațină comună (Gallinago gallinago), găinușă de baltă (Gallinula chloropus), stârc pitic (Ixobrychus minutus), sfrâncioc roșiatic (Lanius collurio), Locustella naevia, rață fluierătoare (Mareca penelope), gaia neagră (Milvus migrans), muscar sur (Muscicapa striata), stârc de noapte (Nycticorax nycticorax), codroșul de pădure (Phoenicurus phoenicurus), cristei de baltă (Rallus aquaticus), Spatula clypeata, rață cârâitoare (Spatula querquedula), corcodel mic (Tachybaptus ruficollis), fluierar de mlaștină (Tringa glareola), Zapornia parva
- amfibieni (1): izvoraș-cu-burta-galbenă (Bombina variegata)
- mamifere (1): liliac comun (Myotis myotis)

Pe lângă speciile protejate, pe teritoriul sitului au mai fost identificate 1 specie de plante, 3 specii de amfibieni, 5 specii de mamifere, 1 specie de pești, 1 specie de reptile.